# Wikariat di Termoli
Wikariat di Termoli – jeden z 4 wikariatów rzymskokatolickiej diecezji Termoli-Larino we Włoszech. 
Według stanu na wrzesień 2017 w skład wikariatu di Termoli wchodziło 10 parafii rzymskokatolickich. 

## Lista parafii
Źródło:
| Lp. | Miejscowość | Parafia                                              | Grafika | Kościół                                                        | Adres                                       | Proboszcz                      |
| --- | ----------- | ---------------------------------------------------- | ------- | -------------------------------------------------------------- | ------------------------------------------- | ------------------------------ |
| 1   | Termoli     | Parafia Najświętszej Maryi Panny Oczyszczenia        |         | Katedra Najświętszej Maryi Panny Oczyszczenia w Termoli        | Via Giudicato vecchio, 26                   | Mons. Gabriele Mascilongo      |
| 2   | Termoli     | Parafia Najświętszej Maryi Panny z góry Karmel       |         | Kościół Najświętszej Maryi Panny z góry Karmel w Termoli       | Termoli Via Panama, 86039                   | Sac. don Giovanni D'Addario    |
| 3   | Termoli     | Parafia św. Antoniego Padewskiego                    |         | Kościół św. Antoniego Padewskiego w Termoli                    | Via Sannitica - 86039                       | Sac. Timoteo Limongi           |
| 4   | Termoli     | Parafia Ukrzyżowania Pana Jezusa                     |         | Kościół Ukrzyżowania Pana Jezusa w Termoli                     | Piazza Sant'Alfonso - 86039                 | Sac. Elio Moretti Forania      |
| 5   | Termoli     | Parafia św. Franciszka z Asyżu                       |         | Kościół św. Franciszka z Asyżu w Termoli                       | Viale S. Francesco, 21 - 86039 Termoli (CB) | Padre Antonio Pompilio OFMConv |
| 6   | Termoli     | Parafia Świętych Apostołów Piotra i Pawła            |         | Kościół Świętych Apostołów Piotra i Pawła w Termoli            | Via Tevere - 86039 Termoli (CB)             | Sac. Vincenzo Ronzitti         |
| 7   | Termoli     | Parafia św. Tymoteusza                               |         | Kościół św. Tymoteusza w Termoli                               | Via Gabriele Pepe, 16 - 86039 Termoli (CB)  | Sac. Benito Giorgetta          |
| 8   | Termoli     | Parafia Najświętszego Serca Jezusowego               |         | Katedra Najświętszego Serca Jezusowego w Termoli               | Piazza del Sacro Cuore                      | Sac. Silvio Piccoli            |
| 9   | Termoli     | Parafia św. Jakuba Apostoła i Matki Bożej Różańcowej |         | Kościół św. Jakuba Apostoła i Matki Bożej Różańcowej w Termoli | b.d.                                        | Sac. Alessandro Sticca         |
| 10  | Termoli     | Parafia Najświętszej Maryi Panny Anielskiej          |         | Katedra Najświętszej Maryi Panny Anielskiej w Termoli          | Contrada Difesa Grande - 86039              | Mons. Gabriele Morlacchetti    |
|     | Termoli     |                                                      |         | Sanktuarium Najświętszej Maryi Panny Zwycięskiej w Termoli     |                                             |                                |